# Cover Version
Cover Version è la seconda raccolta del cantautore britannico Steven Wilson, pubblicata il 17 marzo 2014 dalla Kscope.

## Descrizione
Contiene una raccolta di cinque inediti e sette reinterpretazioni originariamente pubblicate a due a due come EP tra il 2003 e il 2010.

## Tracce
1. Thank You – 4:39 (Alanis Morissette, Glen Ballard) – originariamente interpretata da Alanis Morissette
2. Moment I Lost – 3:12 (Steven Wilson)
3. The Day Before You Came – 5:06 (Benny Andersson, Björn Ulvaeus) – originariamente interpretata dagli ABBA
4. Please Come Home – 3:30 (Steven Wilson)
5. A Forest – 6:04 (Robert Smith, Laurence Tolhurst, Simon Gallup, Matthieu Hartley) – originariamente interpretata dai The Cure
6. Four Trees Down – 3:33 (Steven Wilson)
7. The Guitar Lesson – 4:03 (Richard Currie) – originariamente interpretata da Momus
8. The Unquiet Grave – 6:57 (tradizionale)
9. Sign 'O' the Times – 3:55 (Prince) – originariamente interpretata da Prince
10. Well You're Wrong – 3:35 (Steven Wilson)
11. Lord of the Reedy River – 5:03 (Donovan Leitch) – originariamente interpretata da Donovan
12. An End to End – 5:12 (Steven Wilson)

## Formazione
- Steven Wilson – voce, strumentazione